# 劉銓
劉銓（？—？），號緯玄，河南汝宁府汝阳县人，明朝政治人物。

## 生平
萬曆四十三年（1615年）乙卯科河南鄉試第四十一名舉人，崇禎十年（1637年），登丁丑科會試第一百八十七名，廷試三甲一百八十七名进士。户部观政，十一年六月授柏乡知县。

## 家族
曾祖刘富，庚子举人、莱州府同知；祖刘早，廪生；父刘引基，湖广县教谕。
子劉元琬，順治己丑進士。孫劉士驨，康熙甲戌進士。